# دائرة جروس مورن
جروس مورن (باللغة الكريولية الهايتية: Gwo Mòn) هي واحدة من الدوائر الخمس في إدارة أرتيبونيت في هايتي.